# Dietrich Raue
Dietrich Raue (* 5. September 1967) ist ein deutscher Ägyptologe.

## Leben
Dietrich Raue studierte von 1986 bis 1996 in Heidelberg und Berlin Ägyptologie, Vorderasiatische Archäologie und Klassische Archäologie. 1996 wurde er in Heidelberg bei Jan Assmann promoviert. Zwischen 1996 und 1999 arbeitete er an einem Projekt der DFG über Keramik des Alten Reiches. Von 2000 bis 2010 war er an der Abteilung Kairo des Deutschen Archäologischen Instituts tätig. Dabei nahm er an den Grabungen in Elephantine teil, die er seit 2007 leitet. Seit dem 1. Oktober 2010 war er Kustos des Ägyptischen Museums der Universität Leipzig. 2021 wurde er an der Universität Leipzig zum außerplanmäßigen Professor ernannt. Im Mai 2021 wurde er zum Ersten Direktor der Abteilung Kairo des Deutschen Archäologischen Instituts gewählt und hat zum 1. Oktober 2022 seinen Posten angetreten. Seither ist er Honorarprofessor an der Universität Leipzig.
Seit 2012 leitet er Grabungen im Sonnentempel von Heliopolis.

## Schriften (Auswahl)
- Heliopolis und das Haus des Re. Eine Prosopographie und ein Toponym im Neuen Reich (= Abhandlungen des Deutschen Archäologischen Instituts Kairo. Ägyptologische Reihe, Band 16). Achet-Verlag, Berlin 1999, ISBN 3-9803730-6-1 (= Dissertation Universität Heidelberg 1996).
- Zum memphitischen Privatgrab im Neuen Reich. In: Mitteilungen des Deutschen Archäologischen Instituts. Abteilung Kairo. Band 51, 1995, S. 255–268.
- Ägyptische und Nubische Keramik der 1.–4. Dynastie. In: Werner Kaiser et al.: Stadt und Tempel von Elephantine, 25./26./27. Grabungsbericht. In: Mitteilungen des Deutschen Archäologischen Instituts. Abteilung Kairo. Band 55, 1999, S. 173–189.
- Untersuchungen im Stadtpalast des Alten und Mittleren Reiches. In: Günter Dreyer et al.: Stadt und Tempel von Elephantine, 28./29./30. Grabungsbericht. In: Mitteilungen des Deutschen Archäologischen Instituts. Abteilung Kairo. Band 58, 2002, S. 162–174; 31./32. Grabungsbericht. In: Mitteilungen des Deutschen Archäologischen Instituts. Abteilung Kairo. Band 61, 2005, S. 18–25, 29–35.
- Namen in einer heiligen Stadt. In: Sibylle Meyer (Hrsg.): Egypt – Temple of the Whole World. Studies in Honour of Jan Assmann. = Ägypten – Tempel der gesamten Welt (= Studies in the History of Religions. Numen Book Series. Band 97). Brill, Leiden u. a. 2003, ISBN 90-04-13240-6, S. 230–248.
- Reise zum Ursprung der Welt. Die Ausgrabungen im Tempel von Heliopolis. wbg Philipp von Zabern, Darmstadt 2020, ISBN 978-3-8053-5252-9.

## Einzelbelege
1. ↑  Universität Leipzig Pressemitteilung 144 vom 13. Juli 2022: Letzte Ausstellung an Universität Leipzig. Kustos Dietrich Raue wechselt nach Kairo, von Susann Huster, abgerufen am 14. Juli 2022.

| Personendaten    | Personendaten        |
| ---------------- | -------------------- |
| NAME             | Raue, Dietrich       |
| KURZBESCHREIBUNG | deutscher Ägyptologe |
| GEBURTSDATUM     | 5. September 1967    |